# Prince Rupert
Prince Rupert é uma cidade do Canadá, província de Colúmbia Britânica. Sua população é de 15 302 habitantes (do censo nacional de 2001).

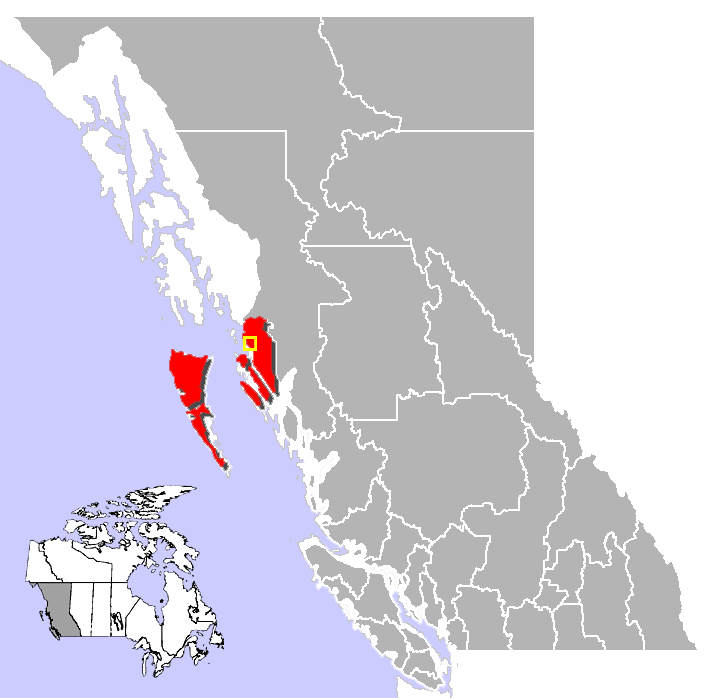
Localização de Prince Rupert na Colúmbia Britânica.